# Neva Gerber
Genevieve Dolores Gerber (3 de abril de 1894 – 2 de enero de 1974) fue una actriz estadounidense de cine mudo que apareció en más de 120 películas entre 1912 y 1930.

## Primeros años y carrera
Nació en Argenta, Illinois, hija de S. Nelson Gerber (1870–1902) y Juanetta Jean Pullman. Sus padres se separaron cuando era pequeña y su madre la trasladó a Los Ángeles, California. Fue educada por monjas del College of the Immaculate Heart. Tras la muerte de su padre, la empobrecida madre de Gerber cedió la tutela de su hija a un abogado.

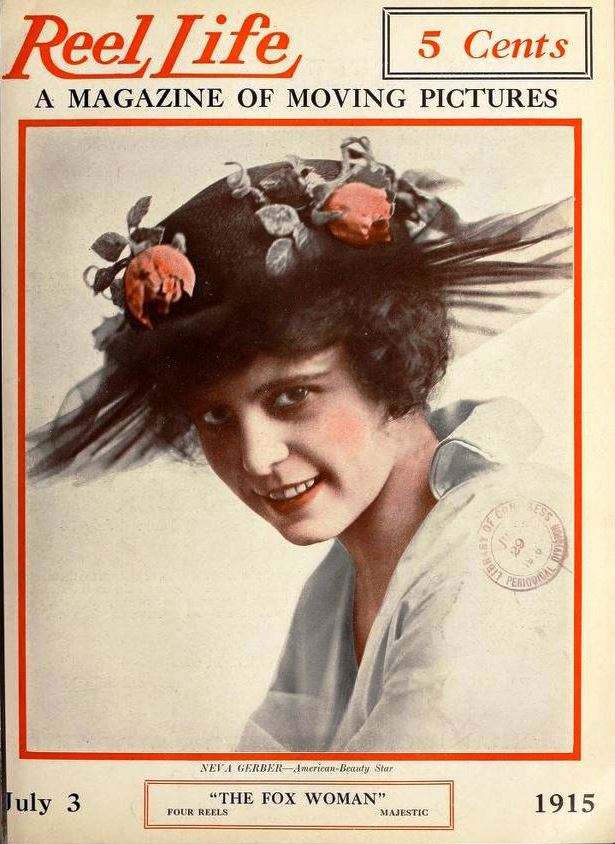
Gerber en la portada de Reel Life, 1915

Tras graduarse en el instituto, Gerber se convirtió en actriz y apareció en varios largometrajes. Debutó en el cine con The Flower Girl's Romance (1912). A partir de 1917, protagonizó múltiples seriales, y se la considera una de las diez mejores "reinas seriales" del cine mudo. Formó equipo con el director y actor Ben F. Wilson en muchas de estas producciones, y protagonizó el primer serial de la era sonora crudo,  The Voice from the Sky, también dirigido por Wilson. Sin embargo, su carrera se estancó en 1930 tras la muerte de Wilson a causa de una enfermedad cardiaca. Gerber se retiró de la actuación poco después.

## Vida personal y muerte
El primer matrimonio de Gerber fue con el actor Arthur Nelson Millett el 22 de julio de 1913. Se separaron al año siguiente. En 1915, se comprometió con el director William Desmond Taylor. Gerber y Taylor no se casaron, porque ella aún no se había divorciado de Millett, y ella y Taylor rompieron en 1919. (Taylor fue posteriormente asesinado en 1922, un famoso caso sin resolver). Gerber se divorció de Millett en 1920. En 1923, Gerber se casó con el contratista Edward Dana Nolan, que murió en 1926 de alcoholismo. En 1934 se casó con David Booth. Tras la muerte de Booth, se casó por cuarta y última vez con el contratista William Munchoff, que murió en 1960.
El 2 de enero de 1974, Gerber murió de una trombosis cerebral en Palm Springs, California. Fue enterrada en una tumba de pobres en el Desert Memorial Park en Cathedral City, California.

## Filmografía
| Año  | Título                    | Papel                         | Notas                                                  |
| ---- | ------------------------- | ----------------------------- | ------------------------------------------------------ |
| 1912 | The Flower Girl's Romance | Bessie Berkow                 | Cortometraje                                           |
| 1912 | The Water Rights War      | Mabel                         | Cortometraje                                           |
| 1913 | The Redemption            | Ogle - la niñera              | Cortometraje                                           |
| 1914 | Mrs. Peyton's Pearls      | Eleanor Barton - the Daughter | Cortometraje                                           |
| 1914 | The Judge's Wife          | Mrs. Livingston               |                                                        |
| 1915 | The Madonna               | Gertie                        | Cortometraje                                           |
| 1915 | Little Chrysanthemum      | Little Chrysanthemum          | Cortometraje                                           |
| 1916 | The Impersonation         | Rhoda Lyons                   |                                                        |
| 1916 | The Mansard Mystery       | Brina                         | Cortometraje                                           |
| 1917 | The Voice on the Wire     | Polly Marion                  | Película serial                                        |
| 1917 | The Mystery Ship          | Betty Lee                     | Película serial Película perdida                       |
| 1918 | Hell Bent                 | Bess Thurston                 | Título alternativo: The Three Bad Men                  |
| 1918 | Three Mounted Men         | Lola Masters                  | Película perdida Título alternativo: Three Wounded Men |
| 1919 | Roped                     | Aileen                        | Película perdida                                       |
| 1919 | A Fight for Love          | Kate McDougal                 | Película perdida                                       |
| 1919 | The Trail of the Octopus  | Ruth Stanhope                 | Película serial                                        |
| 1920 | The Screaming Shadow      | Mary Landers                  | Película serial Película perdida                       |
| 1920 | Bill's Wife               |                               | Cortometraje Escritora                                 |
| 1921 | A Yankee Go Getter        | Lucia Robilant/Vera Robilant  |                                                        |
| 1921 | Dangerous Paths           | Ruth Hammond                  |                                                        |
| 1921 | The Mysterious Pearl      | Ariel/The Pearl               | Película serial                                        |
| 1922 | The Price of Youth        | Adela Monmouth                |                                                        |
| 1922 | Impulse                   | Julia Merrifield              |                                                        |
| 1923 | In the West               | Florence Jackson              |                                                        |
| 1923 | The Santa Fe Trail        |                               | Película serial Película perdida                       |
| 1924 | Sagebrush Gospel          | Lucy Sanderson                |                                                        |
| 1924 | Days of '49               | Sierra Sutter                 | Película serial                                        |
| 1925 | The Power God             | Aileen Sturgess               | Película serial                                        |
| 1925 | Vic Dyson Pays            | Neva                          |                                                        |
| 1925 | Tonio, Son of the Sierras | Evelyn Brower                 |                                                        |
| 1925 | A Daughter of the Sioux   | Nanette                       |                                                        |
| 1926 | Officer 444               | Gloria Grey                   | Película serial                                        |
| 1926 | Fort Frayne               | Helen Farrar                  |                                                        |
| 1926 | West of the Law           | Alice Armstrong               |                                                        |
| 1927 | The Range Riders          | Betty Grannan                 |                                                        |
| 1927 | Hell Hounds of the Plains | Esther Lawson                 |                                                        |
| 1928 | The Old Code              | Lola                          |                                                        |
| 1928 | The Lone Patrol           |                               | Acreditada como Jean Dolores                           |
| 1929 | The Saddle King           | Felice Landreau               |                                                        |
| 1929 | Thundering Thompson       | Maria Valerian                |                                                        |
| 1930 | The Voice From the Sky    | Jean Lowell                   | Acreditada como Jean Dolores                           |
| 1930 | A Woman's Justice         |                               | Acreditada como Jean Dolores                           |